# Leptotogea variabilis
Leptotogea variabilis là một loài tò vò trong họ Ichneumonidae.